# هربرت دبليو. سبنسر
هربرت دبليو. سبنسر (بالإسبانية: Herbert W. Spencer)‏ هو ملحن تشيلي، ولد في 7 أبريل 1905 في تشيلي، وتوفي في 18 سبتمبر 1992 في كولفر سيتي في الولايات المتحدة.

## وصلات خارجية
- هربرت دبليو. سبنسر على موقع IMDb (الإنجليزية)
- هربرت دبليو. سبنسر على موقع ميوزك برينز (الإنجليزية)
- هربرت دبليو. سبنسر على موقع قاعدة بيانات الفيلم (الإنجليزية)